# Studio Alphen
Studio Alphen is de lokale publieke omroep van de gemeente Alphen aan den Rijn.

## Geschiedenis
Studio Alphen is sinds 9 februari 2015 de naam van de publieke lokale omroep van de gemeente Alphen aan den Rijn. De omroep komt voort uit Alphen Stad FM/TV. Die omroep bestond sinds 4 januari 2014 uit de gefuseerde omroepen Alphen Stad FM/TV (gemeente Alphen aan den Rijn), ROB FM (gemeente Boskoop) en Omroep Rijnwoude (gemeente Rijnwoude). Die omroepen fuseerden in aanloop naar de gemeentelijke fusie op 1 januari 2014 waarbij Alphen aan den Rijn, Boskoop en Rijnwoude met elkaar fuseerden. Tot 2003 heette de lokale omroep van Alphen aan den Rijn "LOA".
In maart 2022 verliet de omroep het pand aan de Raadhuisstraat 73a in Alphen aan den Rijn. Sindsdien is Studio Alphen gevestigd in het Theater Castellum.

## Programma's
Als lokale omroep zendt Studio Alphen dagelijks nieuwsprogramma's uit op radio en televisie. Landelijke bekendheid vergaarde de omroep door haar verslaglegging van de dodelijke schietpartij in winkelcentrum Ridderhof op 9 april 2011 en het hijsongeluk met de Koningin Julianabrug op 3 augustus 2015.
Iedere week wordt verslag gedaan van sportwedstrijden uit de gemeente Alphen aan den Rijn. En bij alle belangrijke evenementen is de radio- en televisiezender aanwezig, zoals de Jaarmarkt, 20 van Alphen, de carnavalsoptocht in Boskoop, Trekkertrek in Koudekerk aan den Rijn en dodenherdenking.

## Nominaties
Studio Alphen is meerdere keren genomineerd voor diverse categorieën van de jaarlijkse Lokale Omroep Awards van de OLON. Hiervan is de omroep vijf keer op rij genomineerd voor de titel omroep van het jaar.

## Ontvangst
Studio Alphen is op de radio te ontvangen via 90,0 MHz in Alphen aan den Rijn, Zwammerdam en Aarlanderveen; 105,1 MHz in Boskoop en 106,5 MHz in Benthuizen, Hazerswoude-Dorp, Hazerswoude-Rijndijk en Koudekerk aan den Rijn. Op televisie wordt het signaal van Studio Alphen door de diverse kabelbedrijven aangeboden (bijvoorbeeld KPN kanaal 1407, Ziggo kanaal 44).

## Samenwerking
Studio Alphen is "mediapartner" van de regionale publieke omroep Omroep West. Zo verzorgt zij de verslaglegging van het nieuws uit de gemeente Alphen aan den Rijn voor Omroep West.
In augustus 2018 heeft er een bestuurlijke fusie plaatsgevonden met Studio Kaag en Braasem. De omroepen delen hierbij enkele programma's, zoals het radioprogramma Sport Lokaal.
In augustus 2021 is er een samenwerkingsovereenkomst ondertekend met RTV Hollands Midden. De intentie is om met Studio Kaag en Braassem en RTV Hollands Midden een streekomroep te vormen.

## Bekende (oud-)medewerkers
- Armin van Buuren (538)
- Kevin van Arnhem (3FM)
- Mark van der Molen (3FM)
- Frank Schildkamp (Fresh FM)